# Ventesimo dirottatore
Il termine "ventesimo dirottatore" è stato spesso utilizzato dai mass media occidentali per indicare un potenziale candidato a entrare nel gruppo dei dirottatori che hanno preso parte agli attentati dell'11 settembre 2001, ma che non è stato poi in grado di prendervi parte.
Sebbene la locuzione possa apparire come una semplificazione giornalistica, le indagini condotte hanno dimostrato che sono esistiti dei margini - sebbene poi rivelatisi impraticabili per al-Qāʿida - per la presenza di almeno un ulteriore terrorista.
Il progetto originario dell'attentato prevedeva l'impiego di 25 o 26 dirottatori, suddivisi in gruppi di 4-6 per aereo. In seguito a problemi di varia natura però, l'organico dell'operazione scese infine a 19 dirottatori. Alcuni dei soggetti reclutati per l'operazione infatti si fecero volontariamente da parte, ebbero problemi ad ottenere il visto per gli Stati Uniti oppure furono scartati durante le selezioni.
La Commissione ha stabilito che anche Tawfiq bin Attash, ʿAlī ʿAbd al-ʿAzīz ʿAlī e Zakariyya al-Sabbar provarono ad ottenere un visto per gli Stati Uniti, ma - come molti aspiranti terroristi - senza successo.

## I principali sospettati

### Ramzi bin al-Shibh
Ramzi bin al-Shibh, yemenita, è l'unico componente della cosiddetta "cellula di Amburgo" a vedersi rifiutata la richiesta di visto per gli Stati Uniti. I suoi quattro tentativi sono stati probabilmente frustrati dai sospetti generalizzati verso i giovani cittadini yemeniti, che in larga parte restano negli Stati Uniti da clandestini in cerca di un lavoro.
Ramzi bin al-Shibh assume così il ruolo di uomo di collegamento fra Khalid Shaykh Muhammad e Mohamed Atta, non potendo rivestire quello di pilota - assegnato invece al saudita Hani Hanjour. Nel luglio 2001 Ramzi bin al-Shibh si reca in Spagna per concordare definitivamente con Atta tutti gli aspetti dell'attentato, tranne la data che sarebbe stata comunicata più in là.

### Zakariyya Musawi
Zakariyyā Mūsawī, francese di origine marocchina, è stato a lungo considerato un potenziale sostituto del libanese Ziyād Jarrāḥ (poi pilota del volo United Airlines 93). Questi, intorno a metà luglio 2001, si è più volte lamentato dei dissapori avuti con Mohamed Atta (il pilota del volo American Airlines 11) e di sentirsi di fatto escluso dai processi decisionali dell'operazione, paventandone l'abbandono.
Khālid Shaykh Muḥammad incarica dunque Bin al-Shibh di cercare di mediare fra Jarrāḥ e Attā e contemporaneamente di finanziare l'addestramento di Mūsawī, in caso di abbandono da parte di Jarrāḥ. L'aspirante terrorista viene però arrestato il 16 agosto 2001 con l'accusa di aver violato le leggi statunitensi sull'immigrazione.
Successivamente Khālid Shaykh Muḥammad ha affermato di aver voluto destinare Mūsawī a una "seconda ondata" di attacchi, anche se la Commissione sull'11 settembre ha espresso dubbi su questa ipotesi. Bin al-Shibh ha invece sostanzialmente confermato la scelta di Mūsawī come sostituto di Jarrāḥ, ipotizzando che bin Lāden in persona lo avesse scelto per quel ruolo.

### Mohammed al-Qahtani
Mohammed al-Qahtani, saudita, è l'ultimo dei candidati terroristi ad essere stato inviato negli Stati Uniti, ai primi di agosto 2001. Arriva all'Orlando International Airport in possesso di un visto turistico, ma viene respinto alla dogana. Avrebbe dovuto essere il quinto dirottatore del volo United Airlines 93.
In seguito all'insuccesso, ritorna in Afghanistan. Viene catturato sul confine fra Afghanistan e Pakistan, dopo la battaglia di Tora Bora. Nel febbraio 2002 viene tradotto alla base di Guantánamo, dove ancora oggi è detenuto.

## Gli altri potenziali dirottatori

### Khalid al-Zahrani
Khalid Sa'id Ahmad al-Zahrani, saudita, risulta aver frequentato i campi di addestramento in Afghanistan, nonostante gli fosse stato proibito dalle autorità di lasciare l'Arabia Saudita. Viene assegnato ad una "missione" negli Stati Uniti (molto probabilmente gli attentati dell'11 settembre), ma non riesce ad ottenere un visto per l'espatrio poiché il suo nome risulta inserito nella blacklist dell'Ambasciata statunitense.
al-Zahrani viene incaricato da Khalid Shaykh Muhammad di contattare Mushabib al-Hamlan e farlo ritornare in Afghanistan, ma senza successo. Attualmente è detenuto nella base di Guantánamo.

### Ali al-Ghamdi
Ali Abd al-Rahman al-Faqasi al-Ghamdi (alias Abū Bakr al-Azdī), saudita, è stato in un primo momento coinvolto nell'operazione. Successivamente però, è stato tenuto come riserva da Osama bin Laden in persona per un'operazione successiva e molto più grande. Ha combattuto in Cecenia, trasferendosi successivamente in Afghanistan. Attualmente è detenuto nella base di Guantánamo.

### Sa'id al-Baluchi e Qutayba al-Najdi
Sa'id al-Baluchi e Qutayba al-Najdi, entrambi sauditi, sono stati in un primo momento reclutati per l'operazione e rimandati in patria perché chiedessero un visto per entrare negli Stati Uniti. I due fanno scalo in Bahrein, dove al-Najdi viene fermato e brevemente interrogato dagli ufficiali di sicurezza. Impauriti dall'esperienza, decidono il giorno stesso di abbandonare l'operazione.
Khalid Shaykh Muhammad cerca di convincere al-Baluchi a chiedere comunque il visto, ma al-Baluchi rifiuta per paura di essere inserito nella lista dei nominativi controllati dall'Ambasciata statunitense.

### Zuhayr al-Thubayti
Zuhayr al-Thubayti, saudita, ha più volte ammesso la propria appartenenza ad al-Qāʿida, affermando "orgogliosamente" di essere stato scelto personalmente da bin Laden. È stato però successivamente scartato perché considerato troppo nervoso e privo del necessario temperamento.

### Sa'id Abd Allah al-Ghamdi
Sa'id Abd Allah Sa'id al-Ghamdi, saudita e quasi omonimo di Sa'id al-Ghamdi (uno dei dirottatori del volo United Airlines 93), arriva in Afghanistan nel marzo del 2000 e si offre per una missione suicida. Mandato in Arabia Saudita da Khalid Shaykh Muhammad assieme ad Ahmad al-Haznawi (un altro dei dirottatori del volo UA93) perché ottenesse il visto, non vi riesce e viene escluso dal piano.

### Sa'ud al-Rashid
Sa'ud al-Rashid, saudita, viene descritto come "testardo ed immaturo" da Khalid Sheikh Mohammed. Viene anche lui rimandato in patria per ottenere un visto per gli Stati Uniti, ma Mohammed rivela di aver successivamente perso i contatti con lui, ipotizzando un ripensamento o il sequestro del passaporto da parte della famiglia.
Alcune fototessera di al-Rashid e di altri tre dirottatori (al-Hazmi, al-Midhar e al-Umari) sono state trovate durante un'irruzione a Karachi (Pakistan) nel maggio del 2002. Dopo la scoperta di queste foto, al-Rashid si consegna spontaneamente alle autorità saudite ma viene immediatamente rilasciato.
Interrogato dalla Commissione sull'11 settembre, ha ammesso di essersi addestrato in Afghanistan. Tuttavia, afferma di non aver sentito parlare di al-Qāʿida prima di tornare in patria e di non aver mai incontrato bin Laden, Mohammed o uno dei dirottatori dell'11 settembre. Ammette solo di aver visto una o due volte Ahmad al-Haznawi in una locanda. al-Rashid non riesce però a dare alcuna credibile spiegazione del ritrovamento delle sue foto assieme a quelle dei tre dirottatori, né del perché altri sospettati lo indichino come un potenziale candidato.

### Mushabib al-Hamlan
Mushabib al-Hamlan, saudita, arriva in Afghanistan intorno a marzo-aprile del 2000. Dopo un periodo di addestramento, si candida per una missione suicida assieme ad Ahmed al-Nami (che diventerà uno dei dirottatori del volo United Airlines 93).
Nell'ottobre del 2000, lui e al-Nami vengono rimandati in Arabia Saudita, sotto la supervisione di Walid al-Shehri (poi dirottatore del volo American Airlines 11), per ottenere il visto per gli Stati Uniti. Una volta ottenuto, al-Hamlan inizia ad avere dei dubbi e cerca di prendere tempo, insistendo nel chiamare la propria famiglia prima di tornare in Afghanistan.
al-Hamlan decide definitivamente di non tornare più in Afghanistan dopo aver saputo da suo fratello che sua madre si era ammalata. Per evitare problemi, racconta di aver combattuto in Cecenia e straccia il visto dal proprio passaporto. Mohammed cerca di convincere al-Hamlan a tornare, attraverso al-Zahrani, ma senza successo.

### Abd al-Ra'uf Jdey
Abd al-Ra'uf Jdey (alias Faruq al-Tunisi), tunisino con passaporto canadese, si è probabilmente addestrato in Afghanistan con i futuri dirottatori Khalid al-Midhar e Nawaf al-Hazmi. Una lettera attribuita a tale Sayf al-Adl e una sorta di video-testamento di Jdey sono stati trovati fra le macerie della casa di Mohammed Atif, distrutta in un raid aereo statunitense del novembre 2001 vicino a Kabul.
Sia Binalshibh che bin Attash confermano l'affiliazione di Jdey ad al-Qāʿida. Mohammed ha affermato che Jdey avrebbe dovuto far parte di una "seconda ondata" di attacchi, ma nell'estate del 2001 Jdey ha rinunciato a parteciparvi.

## Le rivendicazioni di al-Qāʿida

### Fawaz al-Nashimi
Il 13 giugno 2006, appare su Internet un messaggio di un gruppo islamico che si proclama affiliato ad al-Qāʿida. Il messaggio afferma che il ventesimo dirottatore avrebbe dovuto essere Fawaz al-Nashimi (alias Turki b. Fuhayd al-Mutayri), saudita. Il messaggio recita testualmente:
al-Nashimi/al-Mutayri non è stato in grado di prendere parte agli attacchi, secondo quanto affermato dal gruppo, "per varie cause che il fratello Mohamed Atta ha spiegato alle guide generali, tramite il fratello Ramzi bin al-Shibh".
Il 21 giugno 2006, il Governo statunitense pubblica il video-testamento di al-Nashimi. Egli stesso conferma di essere stato scelto come ventesimo dirottatore:
Il Governo statunitense ha preferito non commentare l'autenticità delle rivendicazioni. al-Nashimi ha successivamente guidato il massacro di al-Khobar del 29 maggio 2004, scampando al contrattacco delle forze di sicurezza saudite ma rimanendo ucciso in una successiva sparatoria verificatasi pochi giorni dopo.